# THC!!
Pour les articles homonymes, voir THC (homonymie).
 (mai 2025).
Si vous disposez d'ouvrages ou d'articles de référence ou si vous connaissez des sites web de qualité traitant du thème abordé ici, merci de compléter l'article en donnant les références utiles à sa vérifiabilité et en les liant à la section « Notes et références ».
THC!! (pour Teens Hate Chains!!) est un groupe mixte japonais de rock alternatif. Il sort ses premiers disques en "indépendant" en 2003, et débute en "major" en 2005 sur le label BMG Japan de Sony Music Entertainment Japan. Son dernier disque est un single en collaboration avec Ami Suzuki pour le label avex trax en 2007 : Peace Otodoke!!. L'un des membres, Ritz, quitte le groupe en 2008, qui se sépare finalement officiellement début 2010, sans avoir rien sorti depuis.

## Membres
- KAI (カイ?) - Chant ; vrai nom : Kai Takaki (高木 海, Takaki Kai?)
- KANAMI (カナミ?) - Chant ; vrai nom : Kanami Tsukui (津久井 加奈美, Tsukui Kanami?)
- Ritz (リッツ?) - Rap ; vrai nom : Rie Tokoro (所 利枝, Tokoro Rie?)
- K-69 (ケーロック?) - basse ; vrai nom : Keiichi Kimura (木村 圭一, Kimura Keiichi?)
- Mack (マック?) - guitare ; vrai nom : Mayu Itsukawa (井津川 真由, Itsukawa Mayu?)
- IZU (イズ?) - Batterie ; vrai nom : ? (井津川真由?)

## Discographie

### Singles
Indies
- Yuki (雪?) (2003)
- RUN! BREAKFAST RUN!! (2004)
- communication  (2004)

Major
1. Yuki (雪?) (2005)
2. Natsu no Yūgure (夏の夕暮れ?) (2005)
3. OMEDETOU (オメデトウ?) (2005)
4. JUMP!! / TIME SHOWER ni Itadete (JUMP!!/TIMEシャワーに射たれて…?) (2005)
5. LITTLE BIRD (2006)
6. Kimi wo, Suki ni Natta (君を、好きになった?) (2007)

Collaboration
- Peace Otodoke!!♡ (Peaceお届け!!♡?) (par Ami Suzuki joins THC!!) (2007)

### Albums
Indies
1. TEENS HATE CHAINS!! (2003)
2. TRIBAL HEARTS CALLING!! (2004)

Major
1. TIME HAS COME!! (2005)